# 트랜스젠더 임신
트랜스젠더 임신은 트랜스젠더가 체내에 임신하는 것을 말한다.

## 트랜스남성
미국 오리건주의 트랜스남성인 토마스 비티(Thomas Beatie)가 임신을 해서 화제가 되었다. 비티는 원래 생물학적으로 여성으로 태어났으며, 트레이시 래건디노라는 이름을 갖고 있었다. 그는 가슴 제거와 호르몬 시술과 같은 성전환 수술을 받았으나 자궁과 같은 기관은 남아있기 때문에, 자궁적출술로 불임인 부인을 위해, 세 차례 인공수정을 통한 임신 시술을 받았다.

## 트랜스여성
트랜스여성에게는 배아 및 태아의 발달에 필요한 해부학적 기관이 결여되어 있기에 임신과 출산이 불가능하다. 현재로서 트랜스여성 또는 시스남성에게 자궁을 이식한 성공적인 사례는 존재하지 않는다. 트랜스여성의 경우 자궁 이식은 가능할 것으로 전망되나, 아직 시도되지 않았다. 2023년 연구는 수년내로 자궁 이식이 시도될 것이라 전망하였다. 배양자궁을 이용하는 방법 역시 제안되어 있다.

## 법적 문제
트랜스젠더가 임신을 할 경우 아이와의 법적인 관계에 대해 법적인 문제가 생길 수 있다.

## 같이 보기
- 남성 임신
- 가족구성권

1. ↑  https://www.fertstert.org/article/S0015-0282(23)00055-9/fulltext
2. ↑  https://kormedi.com/1547595/%EC%9E%84%EC%8B%A0%ED%95%A0-%EC%88%98-%EC%9E%88%EB%8A%94-%ED%8A%B8%EB%9E%9C%EC%8A%A4%EC%A0%A0%EB%8D%94-%EB%9C%A8%EA%B1%B0%EC%9A%B4-%EA%B0%90%EC%9E%90%EB%A1%9C-%EB%96%A0%EC%98%A4%EB%A5%BC%EA%B9%8C/